# Gomesa neoparanaensis
Gomesa neoparanaensis är en orkidéart som beskrevs av Mark W. Chase och Norris Hagan Williams. Gomesa neoparanaensis ingår i släktet Gomesa och familjen orkidéer. Inga underarter finns listade i Catalogue of Life.